# تپه جمبلواب
تپه جمبلواب در شهرستان شوشتر، روستای کنار پیر واقع شده و این اثر در تاریخ ۵ آذر ۱۳۸۰ با شمارهٔ ثبت ۴۲۲۳ به‌عنوان یکی از آثار ملی ایران به ثبت رسیده است.